# Роуз Леслі
Роуз Елеанор Арбетнот-Леслі (англ. Rose Eleanor Arbuthnot-Leslie; нар. 9 лютого 1987; Абердин, Шотландія, Велика Британія) — британська акторка, відома ролями в телесеріалах: Ігрітт — здичавіла Півночі у «Грі престолів» (2012—2014), Ґвен Гардінг (Доусон) — покоївка в «Абатстві Даунтон» (2010—2015), Мая Рінделл — молода адвокат у «Хорошій боротьбі» (2017—2019).

## Життєпис
Народилась 9 лютого 1987 року в Абердині (Шотландія). Повне ім'я — Роуз Елеонор Арбутнот—Леслі, проте в кінематографі відома як Роуз Леслі.
Сім'я Роуз походить з шотландського клану, який володіє власним фамільний замком  XV століття Лікліхед, в якому вона і виросла. Є третьою з п'яти дітей Себастіана Арбетнота і Кандіди Мері Леслі. Клан Леслі — старовинний клан, до якого належать багато військових, політичних та державних діячів.
Спочатку навчалась в початковій школі в Рейні, пізніше у приватній школі «Мілфілд».
Протягом 2005—2008 року відвідувала акторські курси при Лондонській театральній академії, після чого отримала диплом бакалавра мистецтв.

## Кар'єра
Телевізійна кар'єра Роуз розпочалася з фільму «Поневіряння за кордоном».
У 2010 році грала в п'єсі «Бедлам» (Bedlam), яка з успіхом ставилася в знаменитому лондонському театрі «Глобус».
Наступною сходинкою в її кар'єрі стала участь у відомому британському телесеріалі «Абатство Даунтон», в якому вона знялася в ролі покоївки Ґвен (2010—2015). Уважається, що саме ця її роль посприяла тому, що Роуз запросили на кастинг «Гри престолів».
У 2011 році була затверджена на роль «здичавілої» Ігрітт (англ. Ygritte) в масштабному телепроєкті каналу НВО [Архівовано 1 лютого 2010 у Wayback Machine.] «Гра престолів». Після цього Роуз стала з цікавістю читати книги, за якими знімається серіал, та брати уроки стрільби з лука, щоб її героїня виглядала більш правдоподібно. Акторці, яка має якісну класичну освіту, довелося копіювати говірку британського простолюду, яка в серіалі відповідає мові здичавілих Півночі.
У 2012 році знялася у фільмі «Зараз саме час», головні ролі в якому виконали Дакота Фаннінг і Джеремі Ірвін.
У 2014 році отримала роль відьми у фільмі режисера Брека Айснера «Останній мисливець на відьом». Партнерами Роуз по знімальному майданчику стали Він Дізель і Майкл Кейн.

## Особисте життя

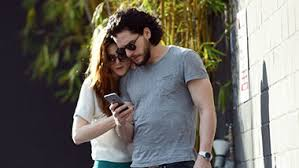
Роуз Леслі та Кіт Герінгтон

З самого початку зйомок третього сезону серіалу «Гра престолів» між Роуз і актором Кітом Герінгтоном стали проявлятися ознаки симпатії. Сценаристи, помітивши це, почали додавати відверті сцени у ході розвитку подій у серіалі. Між акторами почався красивий роман, але у 2013 році вони розійшлися, зберігши дружні стосунки. Через якийсь час на кінофестивалі в Сан-Дієго пройшли чутки, що актори знову возз'єдналися.
У 2016 році зірок зловили в об'єктиви камер під час романтичного побачення в Лос-Анджелесі. Після п'яти років стосунків, у вересні 2017 року, вони оголосили про заручини. 23 червня 2018 року Кіт Герінгтон і Леслі Роуз одружилися. Церемонія відбулася в Шотландії, в замку XII століття — Вордгілл (Warthill Castle), в Абердинширі.
Цікаво, що їхні персонажі дійсно кохали одне одного, а також були представниками різних націй, так само, як і самі актори.
У 2021 році у пари народився син.

## Нагороди та номінації
| Рік  | Нагорода                       | Категорія                                         | Фільм/Серіал  | Результат |
| ---- | ------------------------------ | ------------------------------------------------- | ------------- | --------- |
| 2009 | BAFTA Scotland                 | Молоді таланти                                    | Нове місто    | Перемога  |
| 2014 | Премія Гільдії кіноакторів США | Найкращий акторський склад в драматичному серіалі | Гра Престолів | Номінація |

## Фільмографія

### Фільми і телесеріали
| Рік       |    | Українська назва                         | Оригінальна назва           | Роль                                   |
| --------- | -- | ---------------------------------------- | --------------------------- | -------------------------------------- |
| 2022      | с  | Дружина мандрівника у часі               | The Time Traveler's Wife    | Клер (основна роль, 6 епізодів)        |
| 2022      | ф  | Смерть на Нілі                           | Death on the Nile           | Луїза Бурже                            |
| 2021      | с  | Чергування                               | Vigil                       | Детектив Кірстен Лонгакр               |
| 2017—2019 | с  | Хороша боротьба                          | The Good Fight              | Мая Рінделл (основна роль, 33 епізоди) |
| 2017      | вг | ECHO                                     | ECHO                        | Ен (голос)                             |
| 2016      | мф | Обурливі рими. Частина I (телефільм)     | Revolting Rhymes Part Two   | Червона Шапочка (голос)                |
| 2016      | мф | Обурливі рими. Частина II (телефільм)    | Revolting Rhymes Part One   | Червона Шапочка (голос)                |
| 2016      | ф  | Морган                                   | Morgan                      | лікарка Емі Менсер                     |
| 2016      | ф  | Нотатки від татка                        | Sticky Notes                | Афіна Морегед                          |
| 2015      | с  | Лютер (телесеріал)                       | Luther                      | детектив-сержант Емма Лейн (2 серії)   |
| 2015      | ф  | Останній мисливець на відьом             | The Last Witch Hunter       | Хлоя                                   |
| 2010—2015 | с  | Абатство Даунтон                         | Downton Abbey               | Ґвен Гардінг / Ґвен Доусон (8 серій)   |
| 2014      | с  | Велика пожежа (міні-серіал)              | The Great Fire              | Сара (основна роль)                    |
| 2014      | с  | Утопія (телесеріал)                      | Utopia                      | юна Мілнер (1 епізод)                  |
| 2012—2014 | с  | Гра престолів                            | Game of Thrones             | Іґрітт (17 епізодів), «здичавіла»      |
| 2014      | с  | Замок Бландінгс                          | Blandings                   | Ніагара Доналдсон (1 епізод)           |
| 2014      | ф  | Медовий місяць                           | Honeymoon                   | Беатріс (Беа)                          |
| 2012      | ф  | Зараз саме час                           | Now Is Good                 | Фіона                                  |
| 2012      | с  | Віра (телесеріал)                        | Vera                        | Лена Голґейт (1 епізод)                |
| 2011      | с  | Історичні справи                         | Case Histories              | Лора Вайр (2 епізода)                  |
| 2009      | тф | Нове місто                               | New Town / Purves + Pekkala | Ріен                                   |
| 2008      | с  | Поневіряння за кордоном (документальний) | Banged Up Abroad            | Кім (1 епізод)                         |

### Відеоігри
| Рік  | Назва | Роль | Прим.  |
| ---- | ----- | ---- | ------ |
| 2017 | Echo  | Ен   | [ 10 ] |